# Kościuszko-halom
A Kościuszko-halom (lengyelül: Kopiec Kościuszki) a négy régi krakkói emlékhalom egyike. Kościuszko Tádé (Tadeusz Kościuszko) tiszteletére emelték a város Zwierzyniec kerületében, a Boldog Bronisława-dombon.
Az 1823 óta álló halom napjainkban több múzeummal és galériával együtt egy műemléki és múzeumi együttes része. Itt láthatók pl. „A lengyel út a szabadsághoz” (Polaków drogi do wolności) és a „Magyar csapatok a keleti fronton 1914-1916 között” (Węgierscy żołnierze na wschodnim froncie 1914-1916) című tárlatok, a Kościuszko Múzeum, valamint az osztrák megszállás idejéből származó erődítmény és citadella megmaradt részei.
A lengyelországi Chebdzie, Janowiczki, Luchów Górny, Miechów, Olkusz, Połaniec, Tarnogród és Uchańka településeken is található Kościuszko-halom emlékmű. Ezek rendszerint 1–5 m magas dombocskák, amelyeken kereszt, kőtábla vagy szobor áll.

## Története
Lengyelország a három felosztásának folyamatában 1795-ben 123 évre elvesztette a függetlenségét a Porosz Királysággal, a Habsburg Birodalommal és az Orosz Birodalommal vívott küzdelmeiben. A lengyel államiság visszaszerzésére indított utolsó felkeléseket Kościuszko vezette. Kościuszko 1817-ben hunyt el és halála után folyamatosan nőtt a nemzeti hősnek kijáró tisztelet. Emléke különös megbecsülésnek örvendett Krakkóban, ahol többször is járt, és ahol örök nyugalomra lelt. A város lakói követelték, hogy induljon adománygyűjtés abból a célból, hogy emléket állítsanak neki. Kezdetben tanácstalanság volt, hogy milyen mű lenne a megfelelő. Kívánalom volt, hogy a várost fenyegető ellenség ne tudjon kárt tenni benne. Végül úgy döntöttek, hogy az ősi időkben emelt Krakus- és Wanda-halmok mintájára emlékdombot emelnek. Azt gondolták, hogy ez a forma egyszerre lenne egyszerű, tartós és elpusztíthatatlan, s fejezné ki azt, hogy a nép közös erőfeszítéssel hozta létre. A döntést 1820. július 19-én hagyta jóvá az akkor még létező Krakkó Szabad Város Irányító Szenátusa (Senat Rządzący Wolnego Miasta Krakowa). Az építés helyszíneként a város nyugati részén fekvő Boldog Bronisława-dombot választották, ahol a XIII. századtól kápolna állt.
A munkát 1820. szeptember 15-én kezdték meg nagyszabású vallási és hazafias ünneppel. Az esemény számos lengyelt vonzott a Krakkói Köztársaság határain túlról is, s nemcsak a társadalom vezető tagjait, de a felkelések veteránjait, parasztokat és fiatalokat is. A három éven át tartó építőmunka nagy részét önkéntesek végezték. A földhordásban való – akár csak szimbolikus – részvétel hazafias kötelességgé vált, sőt a városban megforduló külföldiek is kivették a részüket belőle. A különféle technikai problémák ellenére végül 1823. október 25-én sikerült befejezni a munkát.
Mind a tervezést, mind az építkezést, mind az emlékhalom további gondozását egy bizottság vállalta magára, amelynek utódja napjainkban is működik. Mivel Kościuszko egész életében kiállt a jobbágyfelszabadítás mellett, és saját parasztjainak is szabadságot adott, ezért a bizottság úgy tervezte, hogy a Kościuszko-felkelésben részt vett parasztokat telepít a halom közelébe családostul, és egy mintagazdaságot hoznak létre. A terv végrehajtása érdekében 40 hektáros területet vásárolt, illetve kapott adományként, de a megvalósításnak az osztrák hatóságok útját állták.
1846-ban megszűnt Krakkó függetlensége is, beolvadt az Osztrák Birodalomba. Ekkor nagyobb mértékű építési munkákat végeztek az osztrákok, amelyek valódi célja az volt, hogy kifejezzék a szabadság felszámolását és a megszállás tényét. A németesítés politikája, különösen a „népek tavaszának” nevezett események után, egyre inkább igyekezett jelentéktelenné tenni vagy felszámolni a lengyel nemzeti emlékeket. A politika az emlékmű sorsára is hatott. 1850-1856 között a megszálló osztrákok erődítményrendszert építettek ki Krakkó körül. Ennek részeként a halomnál citadellát építettek, s újra megerősítették a halmot, hogy megvédjék az időjárás viszontagságaitól és a vadkártól. Bár katonai területté nyilvánították, 1854-ben mégis engedélyezték, hogy a lakosságnak napkeltétől napnyugtáig bejárása legyen a területre. 1860-ban pedig azt is, hogy gránitból készült szikladarabot helyezzenek a halom tetejére „Kościuszko” felirattal. Ebben az időben a lengyelek úgy tekintettek a halomra, mint az egyetlen szabad lengyel földre, a halom ügyeit intéző bizottságra pedig, mint az egyetlen szabad lengyel hatóságra.
Az első világháború idején az osztrákok eltávolították az emlékkövet a halom tetejéről. Lengyelország függetlenségének visszaszerzése, azaz a Második Lengyel Köztársaság létrejötte után az emlékhely újra népszerű látványossággá vált, amelyet sok utazó keresett fel. 1937-ben a közeli Wolski erdőben megépült a negyedik, Józef Piłsudskiról elnevezett halom is.
A második világháború alatt a hitlerista megszállók a lengyelség szimbólumaként tekintettek a halomra, és tervbe vették a megsemmisítését. A felszabadításkor megfigyelési pont és a szovjet csapatok parancsnokságának a székhelye volt itt.
A világháború után megkezdték az erőd lerombolását, hogy építőanyaghoz jussanak és eltöröljék a korábbi megszállók nyomait. A bontás 1957-ig tartott, de a műemlékvédők tiltakozása és a szükséges pénzügyi feltételek hiánya miatt abbahagyták a munkát. 1977-ben az erőd felújított részében szálloda nyílt, az 1990-es évek elején pedig több rádióállomásnak is itt lett a székhelye.
Egy 1997-es felhőszakadás súlyosan megrongálta a halmot. A javítások elvégzése után, 2002. november 10-től újra fogad látogatókat. Ezen a napon, a Függetlenség napja (Narodowe Święto Niepodległości) előestéjén Aleksander Kwaśniewski lengyel elnök adta át a felújított emlékművet.

## Galéria

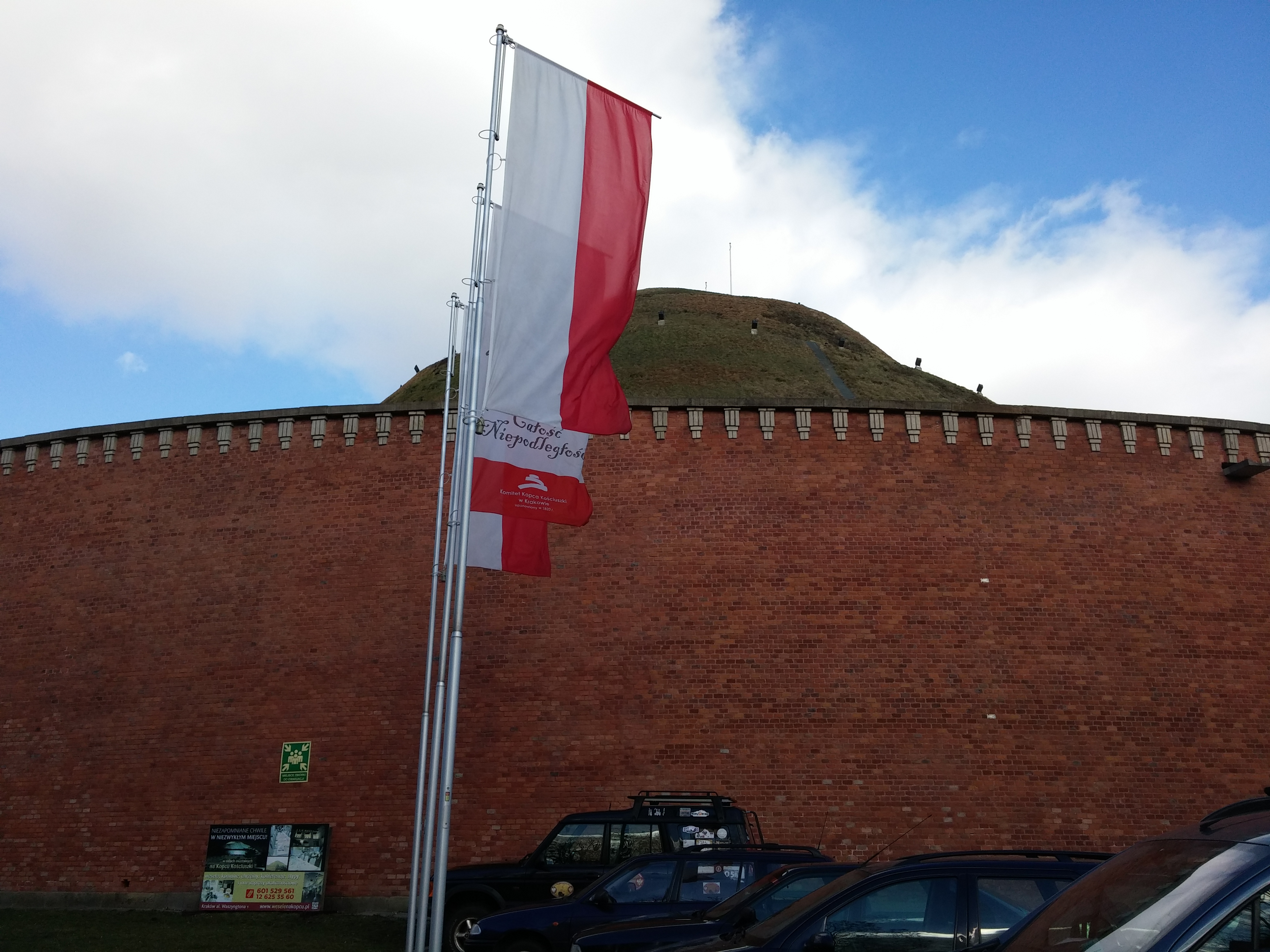
Az erőd megmaradt falrészletei
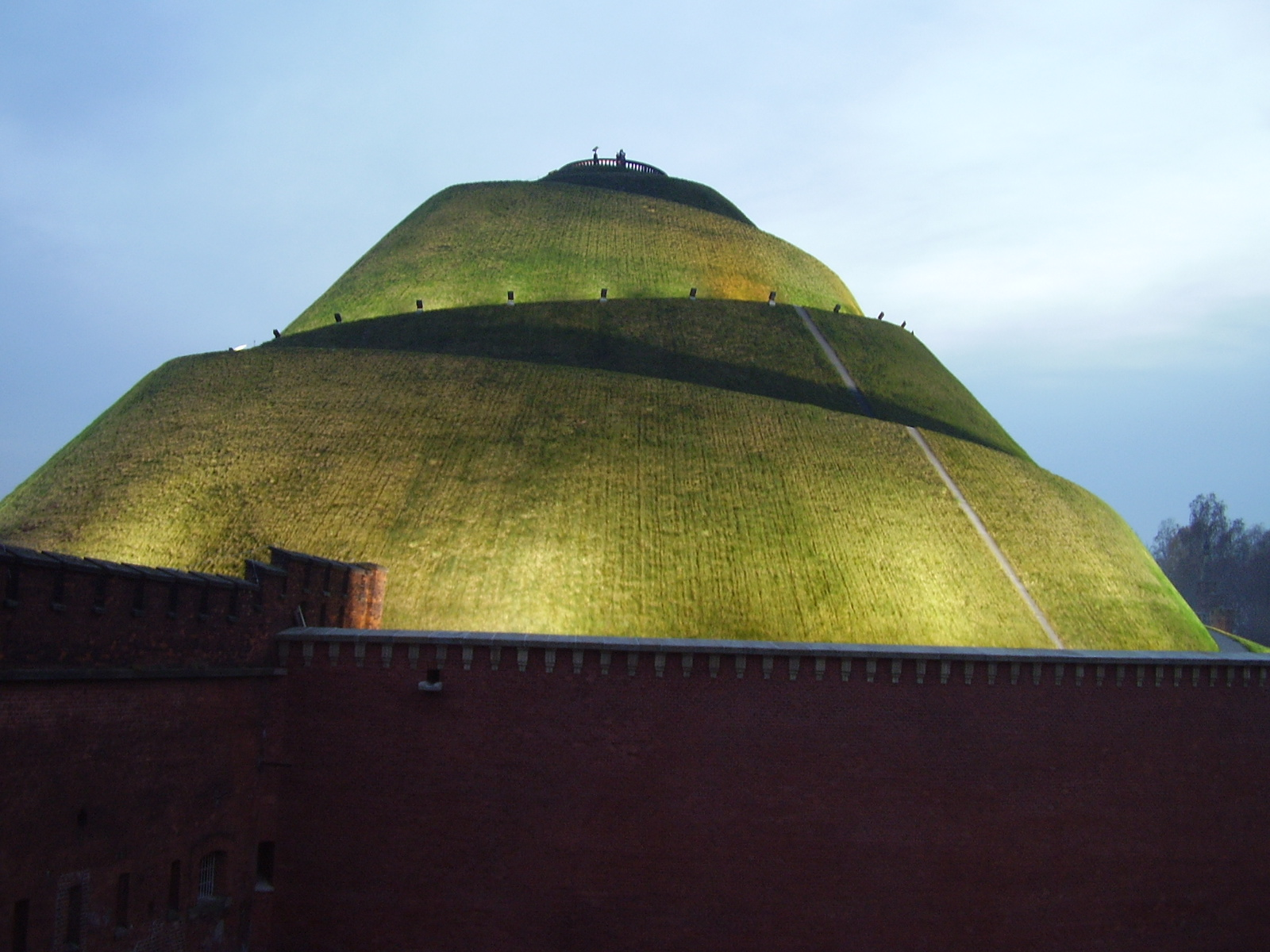
A halom éjszakai kivilágításban
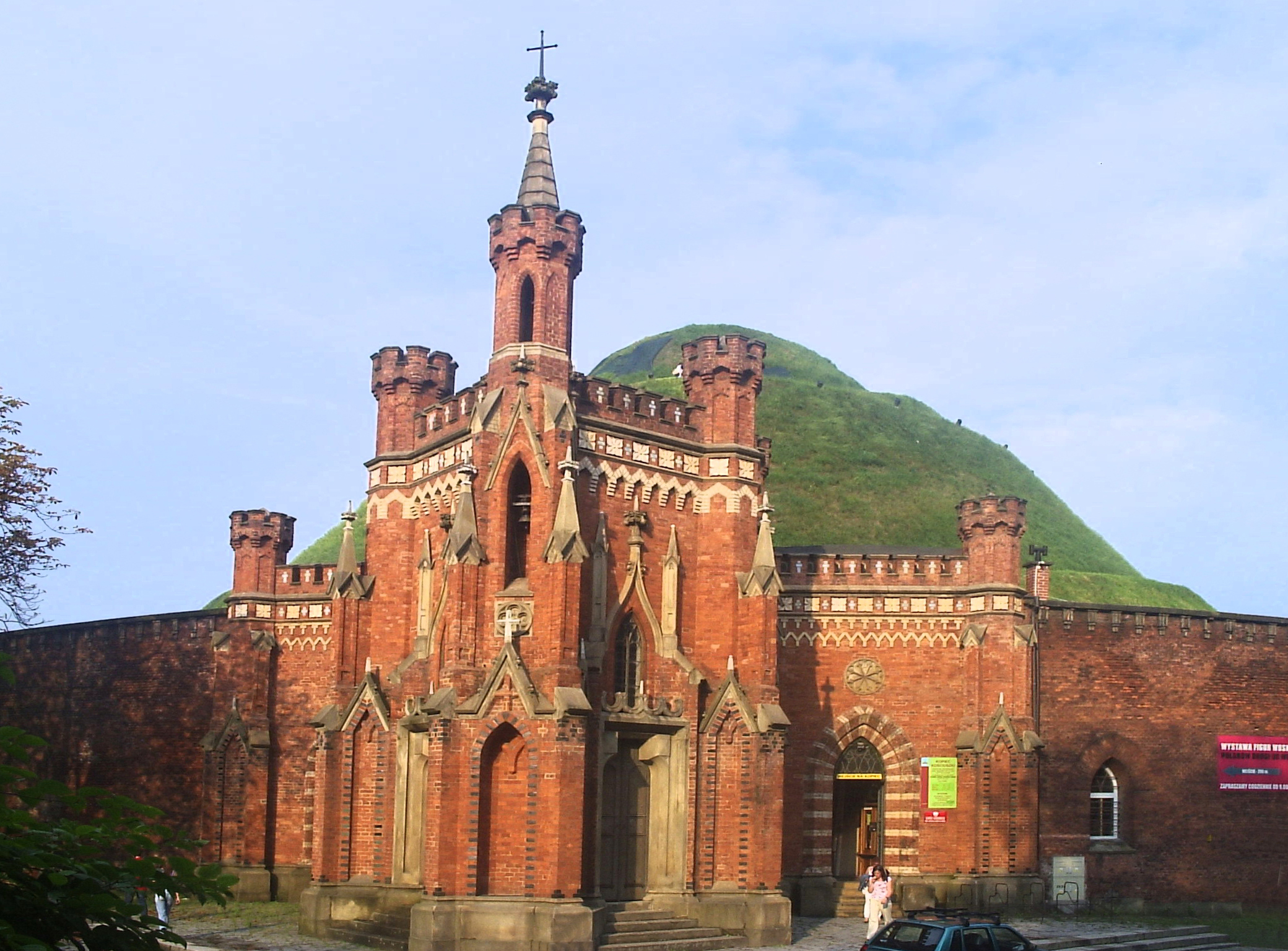
A Boldog Bronisław-kápolna, háttérben az emlékmű
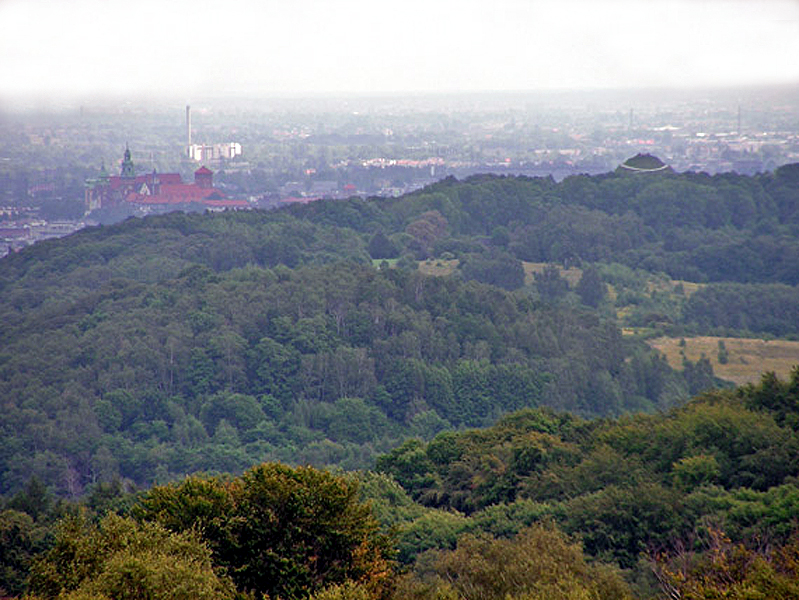
A Wawel és a halom látványa a Piłsudski-halom felől
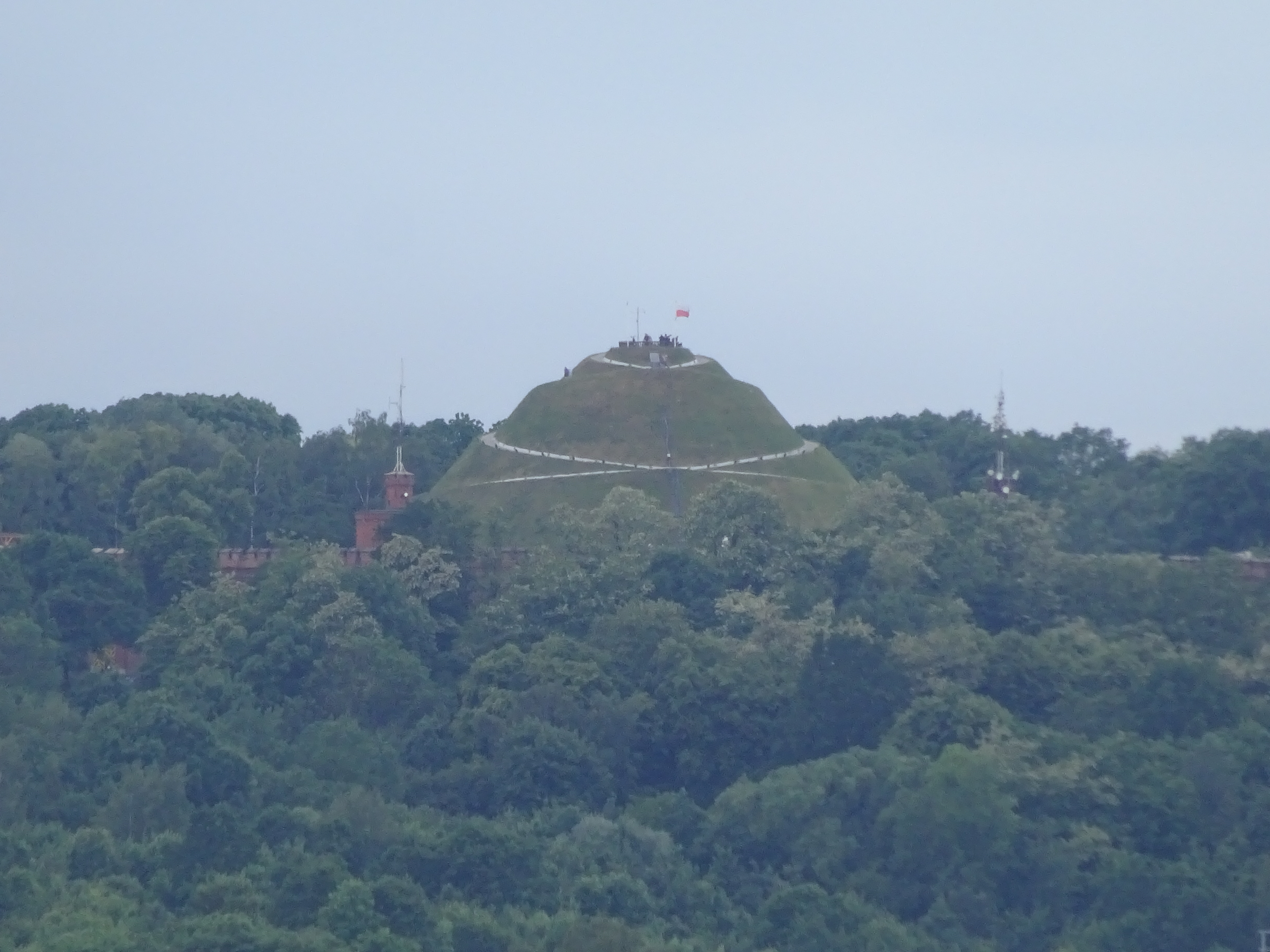
A halom a Wawel irányából
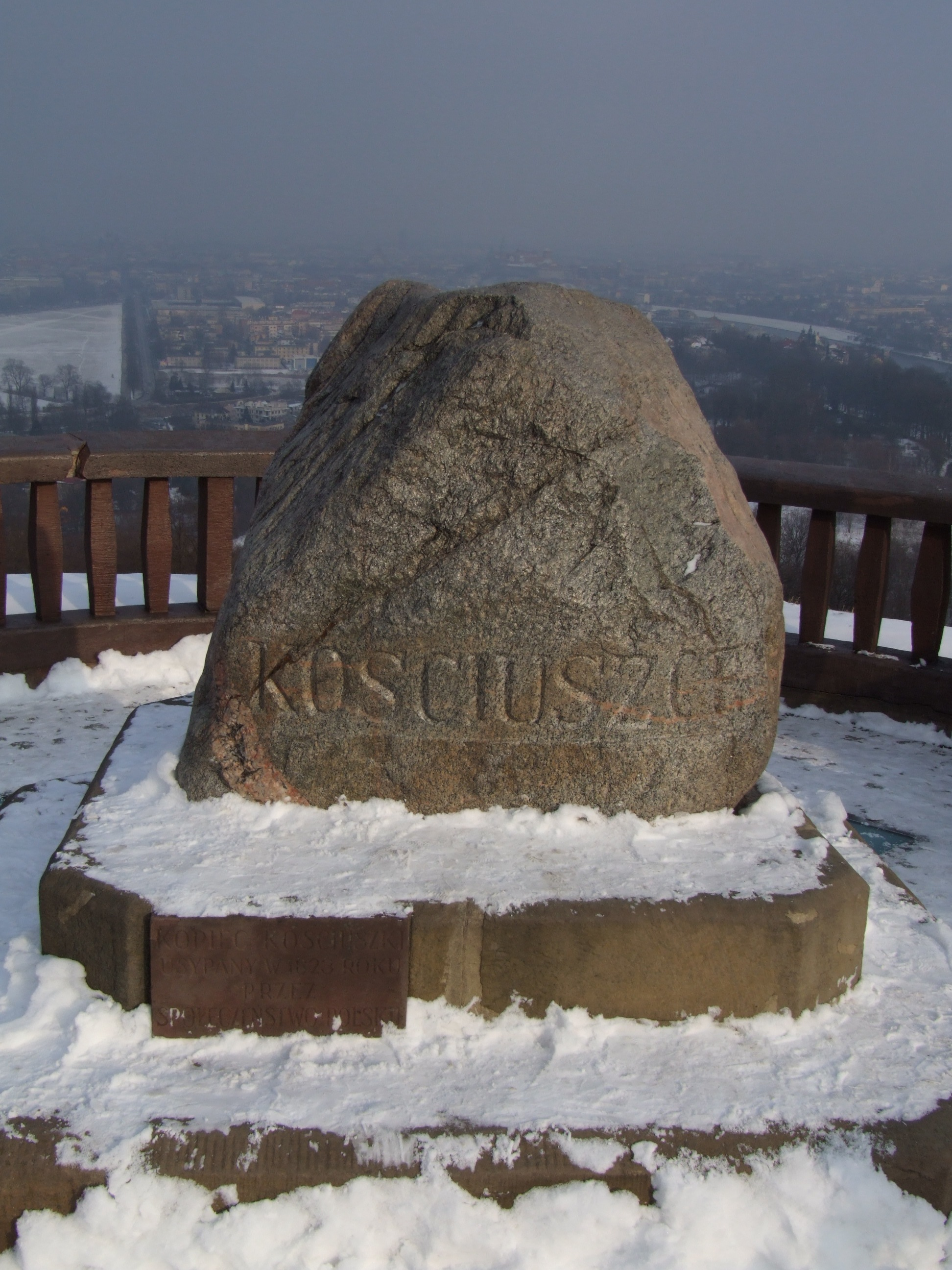
Szikla a halom csúcsán

## Leírás
A halom átmérője az alapnál 80 m, a csúcsánál 8,5 m. A magassága 34,1 m, a térfogata kb. 64 100 m³.
Mivel a halom maga is egy dombon áll, ezért a csúcsa Krakkó legmagasabb pontja.
A halmot körbeölelik az erődítmény megmaradt részei, lábánál található a Boldog Bronisław-kápolna. A halom csúcsán álló emlékkőhöz kanyargós utak vezetnek a halom oldalán. Az emlékmű tetejéről Krakkó panorámájában lehet gyönyörködni.

## Fordítás
- Ez a szócikk részben vagy egészben a Kopiec Kościuszki w Krakowie című lengyel Wikipédia-szócikk ezen változatának fordításán alapul.  Az eredeti cikk szerkesztőit annak laptörténete sorolja fel. Ez a jelzés csupán a megfogalmazás eredetét és a szerzői jogokat jelzi, nem szolgál a cikkben szereplő információk forrásmegjelöléseként.